# Gonnus Mons
Il Gonnus Mons è una struttura geologica della superficie di Marte.